# One Too Many Mornings
One Too Many Mornings è un brano musicale scritto ed interpretato dal cantautore statunitense Bob Dylan, incluso nel suo album The Times They Are a-Changin' del 1964.

## Il brano
Gli accordi e la melodia vocale della canzone sono molto simili ad un'altra composizione dello stesso Dylan, la celebre The Times They Are A-Changin'. One Too Many Mornings è suonata in stile fingerpicking pizzicando le corde della chitarra acustica senza l'ausilio di alcun plettro.  
Successivamente, Dylan eseguì la canzone in un arrangiamento elettrico durante il suo tour mondiale del 1966 e nel 1976 durante la tournée della Rolling Thunder Revue. 

## Cover
- The Association reinterpretarono la canzone nel 1965, quando essa era un successo a livello regionale nella zona di Los Angeles. La loro versione venne pubblicata su singolo nello stesso anno.
- The Beau Brummels su singolo nel 1966. La loro versione arrivò alla posizione numero 95 in classifica.[1]
- Burl Ives nel 1968 sull'album The Times They Are A-Changin'.
- Joan Baez nell'album Any Day Now del 1968.
- The Kingston Trio sull'album Once Upon a Time, pubblicato nel 1969 (due anni dopo lo scioglimento del gruppo).
- Bobby Sherman come lato B del suo singolo Little Woman del 1969.
- Jerry Jeff Walker nel 1977 sull'album A Man Must Carry On.
- David Gray nell'album dal vivo A Thousand Miles Behind.
- Johnny Cash sull'album Johnny & June nel 1978. Cash incise inoltre altre due versioni della canzone insieme a Dylan mentre quest'ultimo stava registrando Nashville Skyline.
- Dion DiMucci nel 1992 sull'album Dream on Fire.
- The Band nel 1999 sull'album Tangled Up in Blues.
- The Panics nel 2007.
- Draco Rosa nel 2008 sull'album Vino.

## Curiosità
- L'ex amministratore delegato della Apple Steve Jobs disse una volta che One Too Many Mornings era la sua canzone preferita.